# Sismo de Creta de 365

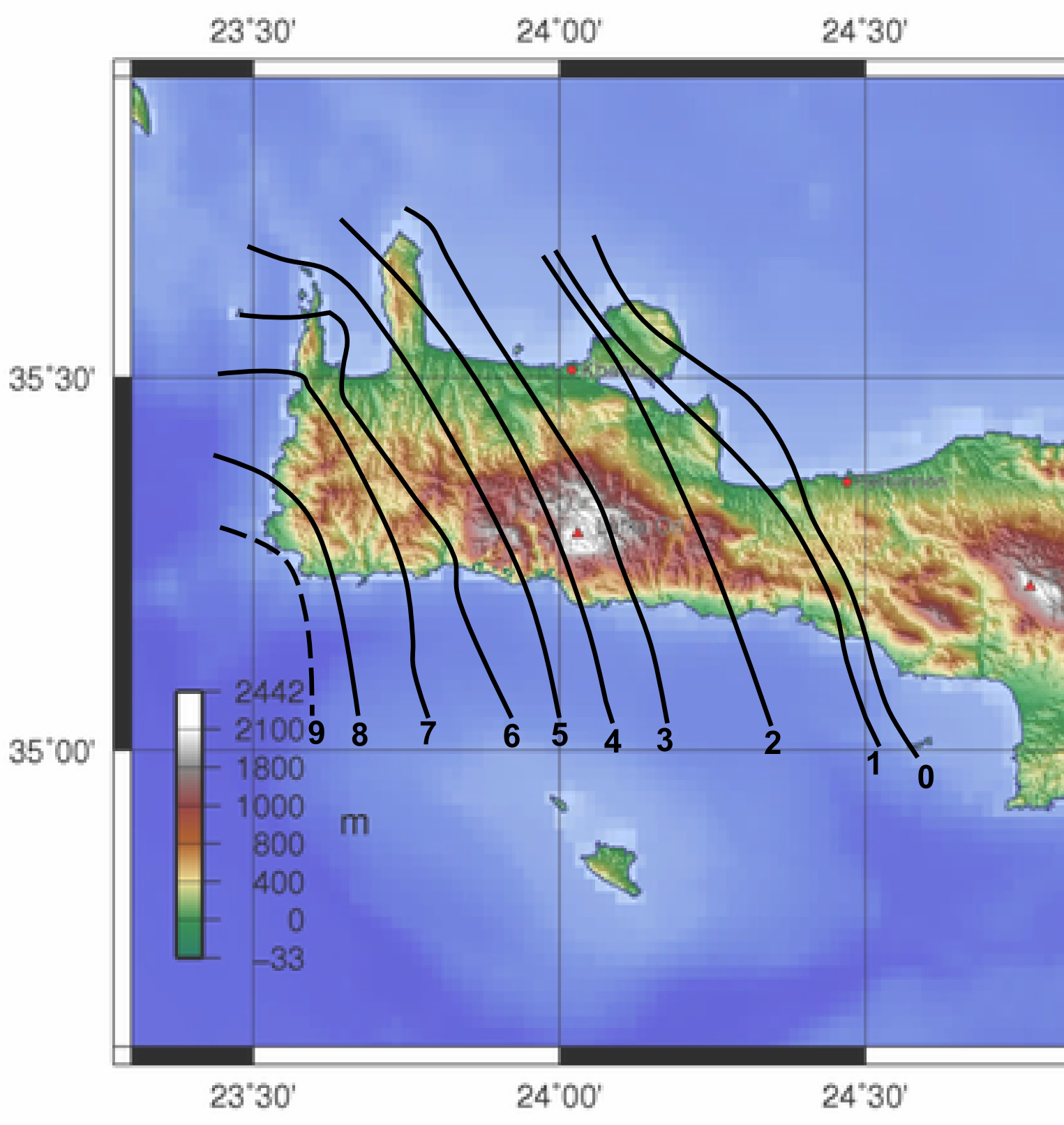
Mapa da elevação da parte ocidental de Creta devida ao sismo de 365

O sismo de Creta de 365 foi um sismo que ocorreu cerca do nascer do sol de 21 de julho de 365 d.C. no Mediterrâneo Oriental. Os geólogos atuais estimam a sua magnitude em oito ou mais (8,5 segundo Stathis Stiros) e apontam como local mais provável do epicentro o fundo marinho cerca de 50 km a oeste-sudoeste da extremidade sudoeste da ilha de Creta. Causou grande destruição na Grécia Central, norte da Líbia, Egito, Chipre e Sicília; em Creta, quase todas as cidades foram destruídas. Estima-se que o número de vítimas mortais tenha sido superior a 50 000 pessoas.
Ao terramoto seguiu-se um tsunami que devastou as costas sul e leste do Mediterrâneo, particularmente na Líbia, Alexandria e Delta do Nilo, que causou milhares de vítimas e atirou navios até três quilómetros para o interior. O sismo deixou uma profunda impressão nas gentes da Antiguidade tardia e muitos autores da época referiram o evento nas suas obras.

## Provas geológicas
Os estudos geológicos recentes encaram o sismo de Creta de 365 como estando ligado a um surto de grande atividade sísmica no Mediterrâneo Oriental entre os séculos IV e VI d.C. que pode refletir a reativação de todos os limites principais das placas tectónicas da região. Pensa-se que o sismo foi responsável pela elevação de nove metros da parte ocidental da ilha de Creta, o que corresponde a um momento sísmico de cerca de 1029 dine.cm. Esta dimensão excede a de todos os sismos modernos conhecidos que afetaram a região.
Investigadores da Universidade de Cambridge recentemente dataram por radiocarbono corais da costa de Creta que foram levantados dez metros e retirados da água por um empurrão massivo. Isto indica que o tsunami de 365 foi gerado por um sismo numa falha íngreme na chamada Fossa Helénica perto de Creta. Os cientistas estimam que tão grande elevação provavelmente só ocorre uma vez a cada 5 000 anos; porém, os outros segmentos da falha podem ter escorregado numa escala similiar e isto poderá acontecer aproximadamente a cada 800 anos. É incerto se "uma das partes contínuas poderá escorregar no futuro".

## Provas documentais
Entre os historiadores persiste o debate sobre se as fontes antigas se referem a um único terramoto catastrófico em 365 ou a uma amálgama de vários sismos ocorridos entre 350 e 450. A interpretação das provas literárias sobreviventes é complicada pela tendência dos autores antigos para descreverem os desastres naturais como respostas ou avisos divinos para eventos políticos ou religiosos. Em particular, o virulento antagonismo a que se assistia então entre o cristianismo ascendente e o paganismo levou a que os autores contemporâneos dos acontecimentos a distorcer o que ocorreu. Assim, o sofista Libânio e o historiador da igreja Sozomeno parecem juntar o grande tremor de terra de 365 com outros de menor dimensão e apresentam-nos como um lamento ou cólera divina — dependendo do ponto de vista — devida à morte do imperador romano Juliano, que tinha tentado restaurar a religião pagã dois anos antes.
No entanto, em geral as relativamente numerosas referências a sismos num época caraterizada pela escassez de registos históricos reforça a tese de que tivesse sido um período de grande atividade sísmica. Sabe-se, por exemplo, que Cúrio foi atingido por cinco sismos intensos num período de 80 anos, que levaram à sua destruição definitiva. Provas adicionais dos efeitos particularmente devastadores do sismo de 365 foram encontradas por um levantamento de escavações que documentam a destruição de muitas cidades antigas no Mediterrâneo Oriental por volta de 365.

### Tsunami

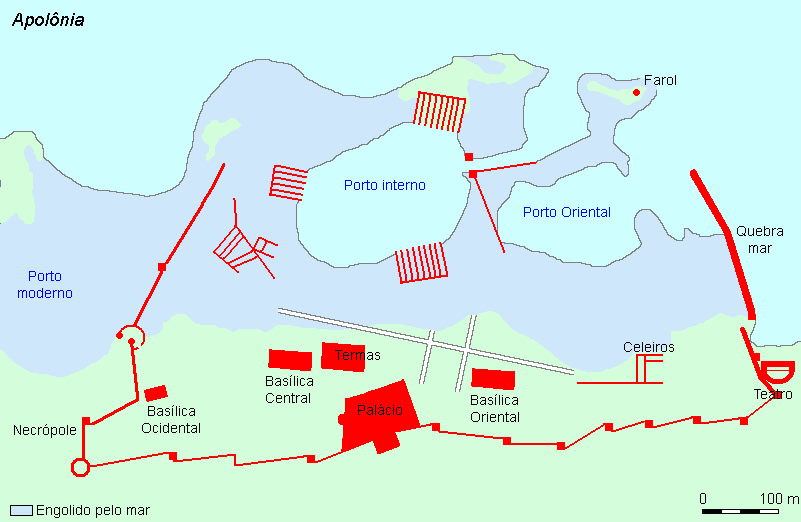
Mapa de, a cidade portuária de Cirene, na atual Líbia, que mostra o porto que foi submerso pelo tsunami

O historiador romano Amiano Marcelino descreveu em detalhe o tsunami que atingiu Alexandria e outros locais nas primeiras horas do dia 21 de julho de 365. O seu registo é especialmente digno de nota por distinguir claramente as três fases principais de um tsunami, ou seja, um tremor de terra inicial, um súbito recuo do mar e em seguida uma onda gigantesca que entra pela terra adentro. Segundo o relato de Amiano, o tsunami foi precedido de uma grande trovoada, a que se seguiu o recuo do mar, que foi aproveitado por algumas pessoas para apanhar peixes e outras criaturas marinhas que ficaram presas no lodo. Muitos barcos ficaram igualmente presos na lama. Depois o mar voltou a elevar-se ruidosamente «como se tivesse sido insultado pelo seu recuo», derrubando muitos edifícios e afogando muitas pessoas. Muitos navios foram afundados, juntamente com as suas tripulações; outros foram levados até duas milhas para o interior, ficando presos no telhado de casas; tal foi o caso de um navio lacónio que o autor viu perto da cidade de Methone.
O tsunami foi de tal forma devastador em Alexandria que o seu aniversário ainda era comemorado todos os anos na cidade como o "dia do horror" no fim do século VI.

### Usada no texto
- Amiano Marcelino (1862), «IX. A.D. 366», Roman History (em inglês), 26, Londres: Bohn, p. 405–434, consultado em 21 de janeiro de 2014
- Giorgetti, F.; Iaccarino, E. (1971), «Ap. 22 e 23 — Catalogue of Earthquakes and Volcanic Eruptions», Earthquakes and Volcanic Eruptions" A Handbook on Risk Assessment (em inglês), Zurique: Swiss Reinsurance Company
- Hecht, Jeff (10 de março de 2008), Mediterranean's 'horror' tsunami may strike again (em inglês), www.newscientist.com, consultado em 21 de janeiro de 2014
- Kelly, Gavin (2004), «Ammianus and the Great Tsunami», Sociedade para promoção de estudos romanos, The Journal of Roman Studies (em inglês), 94: 141–167, doi:10.2307/4135013
- Shaw, B.;  et al. (abril de 2008), «Eastern Mediterranean tectonics and tsunami hazard inferred from the AD 365 earthquake» (PDF), Nature Geoscience (em inglês), 1 (4): 268–276, doi:10.1038/ngeo151, consultado em 21 de janeiro de 2014
- Soren, D. (1988), «The Day the World Ended at Kourion. Reconstructing an Ancient Earthquake», National Geographic (em inglês), 174 (1): 30–53
- Stiros, Stathis C. (fevereiro de 2001), «The AD 365 Crete earthquake and possible seismic clustering during the fourth to sixth centuries AD in the Eastern Mediterranean: a review of historical and archaeological data», Elsevier Science, Journal of Structural Geology, ISSN 0191-8141 (em inglês), 23 (2–3): 545–562, doi:10.1016/S0191-8141(00)00118-8
- Stiros, Stathis C. (abril de 2010), «The 8.5+ magnitude, AD365 earthquake in Crete: Coastal uplift, topography changes, archaeological and historical signature», International Union for Quaternary Research, Quaternary International, ISSN 1040-6182 (em inglês), 216 (1–2): 54–63, doi:10.1016/j.quaint.2009.05.005

### Complementar

#### Discussão literária sobre fontes e tendências providencialistas
- Baudy, Gerhard J. (1992), «Die Wiederkehr des Typhon. Katastrophen-Topoi in nachjulianischer Rhetorik und Annalistik: zu literarischen Reflexen des 21 Juli 365 n.C.», Münster, Jahrbuch für Antike und Christentum (em alemão) (35): 47–82
- Henry, Martine (primavera de 1985), «Le Témoignage de Libanius et les Phénomènes Sismiques du IVe Siècle de Notre Ère: Essai d'Interprétation», Classical Association of Canada, Phoenix, ISSN 0031-8299 (em francês), 39 (1): 36-61, consultado em 21 de janeiro de 2014
- Jacques, François; Bousquet, Bernard (1984), «Le raz de marée du 21 juillet 365. Du cataclysme local à la catastrophe cosmique», Mélanges de l'Ecole française de Rome. Antiquité (MEFRA) (em francês), 96 (1): 423-461, doi:10.3406/mefr.1984.1412, consultado em 21 de janeiro de 2014
- Lepelley, Claude (1990–1991), «Le presage du nouveau desastre de Cannes: la signification du raz de maree du 21 juillet 365 dans l'imaginaire d' Ammien Marcellin», Kokalos (em francês) (36-37): 359-374
- Mazza, M. (1990–1991), «Cataclismi e calamitä naturali: la documentazione letteraria», Kokalos (em italiano) (36-37): 307–330

#### Estudos geológicos
- Guidoboni, Emanuela; Comastri, Alberto; Traina, Giusto; Phillips, B. (trad.) (1994), «Bibliography», Catalogue of ancient earthquakes in the Mediterranean area up to the 10th century (em inglês), Istituto nazionale di geofisica
- Kelletat, D. (1998), «Geologische Belege katastrophaler Erdkrustenbewegungen 365 AD im Raum von Kreta», in:  Olshausen, Eckart; Sonnabend, Holger, Naturkatastrophen in der antiken Welt: Stuttgarter Kolloquium zur historischen Geographie des Altertums 6, 1996, ISBN 978-3515072526 (em alemão), Estugarda: Franz Steiner Verlag, p. 156–161
- Pirazzoli, P. A.; Laborel, J.; Stiros, S. C. (10 de março de 1996), «Earthquake clustering in the Eastern Mediterranean during historical times», American Geophysical Union, Journal of Geophysical Research, ISSN 2169-9356 (em inglês), 101 (B3): 6083–6097, doi:10.1029/95JB00914
- Price, Simon; Higham, Tom; Nixon, Lucia; Moody, Jennifer (2002), «Relative sea-level changes in crete: reassessment of radiocarbon dates from Sphakia and west Crete», The Annual of the British School at Athens, ISSN 0068-2454 (em inglês), 97: 171–200, doi:10.1017/S0068245400017378
- Stanley, Jean-Daniel; Jorstad, Thomas F. (2005), The 365 A.D. tsunami destruction of Alexandria, Egypt: erosion, deformation of strata and introduction of allochthonous material (em inglês), 2005 Salt Lake City Annual Meeting (October 16–19, 2005), consultado em 21 de janeiro de 2014
- Waldherr, Gerhard (1997), «Die Geburt der "kosmischen Katastrophe". Das seismische Großereignis am 21. Juli 365 n. Chr.», Orbis terrarum: Internationale Zeitschrift für Historische Geographie der Alten Welt, ISSN 1385-285X (em alemão) (3): 169–201